# Tagaz Master
Der Tagaz Master ist ein Lizenz- und Schwesternmodell des japanischen Isuzu NHR und wurde von der Taganrogski Awtomobilny Sawod für den russischen Heimatmarkt produziert. Der Master wurde speziell für den lokalen Markt angepasst und war auch optisch vom Isuzu-Schwestermodell zu unterscheiden. Auffallend war dabei die Stoßstange, der Kühlergrill und die die Scheinwerfer, welche für den Master neu konstruiert wurden.
Erhältlich war der Master in den drei Aufbauarten Chassis (ohne Aufbau), Flachbett und Pick-up mit oder ohne Planaufbauten. Ebenfalls zu unterscheiden ist der Master in kurzen (LC 100, 4827 mm) und langem Radstand (LC 150, 5998 mm). Angetrieben wurde der Master durch einen 105 PS (77 kW) starken Dieselmotor mit einem Hubraum von 2.607 cm³. Die Ladefläche ist ausgelegt für eine Last von 1,5 Tonnen.
Im Juli 2009 wurde eine zweite Fertigungsstraße in Taganrog für das Modell errichtet, wo er nun für Russland auch als Hyundai Trex hergestellt wurde. Motoren und Aufbauten waren dieselben. Im Jahr 2012 endete die Produktion beider Modelle. Nachfolger wurde der Tagaz Hardy.